# Achille Torelli, conte di Guastalla
Achille Torelli (Guastalla, ... – Novellara, 11 novembre 1522) è stato un nobile e condottiero italiano; fu anche conte di Guastalla.

## Biografia
Figlio di Francesco Maria, conte di Guastalla, venne sin dalla gioventù diseredato ingiustamente dal padre che lo riteneva essere un figlio illegittimo, nato dalla relazione extraconiugale di sua moglie con un altro uomo. Queste accuse, che si rivelarono essere infondate, ad ogni modo sembrarono precludere definitivamente ad Achille ogni possibilità di succedere al trono paterno, ancor che egli stesso fosse figlio secondogenito, con predecessore il fratello Pietro Guido II.
Alla morte di questi, infatti, egli riuscì a succedere alla reggenza della contea di Guastalla, nel 1494, su pressione dei duchi di Milano. Seguendo le orme paterne si dedicò alla carriera militare, partecipando ancora giovanissimo, nel 1495 alla battaglia di Fornovo e all'assedio di Novara (1495). Nel 1500 si affiancò nelle operazioni militari dei duchi milanesi, nel tentativo di recuperare il loro ducato dall'invasione francese. Nel 1509 prese parte alla battaglia di Agnadello, dove si scontrò personalmente a Treviso con l'esercito della Repubblica di Venezia. Nel 1513 fu a Bologna per conto del pontefice Giulio II, in difesa delle pretese avanzate dalla ricca famiglia dei Bentivoglio.
Le tradizioni bibliografiche sul suo conto, ci tramandano due sue grandi passioni: i cavalli e le donne. Non mancò di incappare anche nella giustizia: nel 1498 venne scomunicato per essersi impadronito impropriamente dei beni materiali di un sacerdote della propria contea col quale aveva avuto dei dissidi e nuovamente nel 1515 diede ordine di far uccidere Pierantonio degli Araldi, arciprete della cattedrale di Guastalla, per poter incamerare questo beneficio ecclesiastico per il proprio figlio naturale, Ercole. Tra gli altri crimini da lui commessi vi fu anche lo spaccio di moneta falsa, perpetrato nel 1521 e per il quale fu costretto a pagare un'ammenda in denaro ai tribunali di Milano.
Probabilmente a causa di questa sua natura delittuosa, Achille Torelli venne ucciso nel 1522 a Novellara, assalito e pugnalato durante il sonno. Venne ucciso da Ercole Gonzaga, che trovò il Torelli ad amoreggiare con sua moglie Maddalena Torelli, figlia di Pietro Maria Torelli dei conti di Guastalla.
Morendo, non potendogli succedere il figlio naturale Ercole (proprio per la sua condizione illegittima), fu sua erede l'unica figlia legittima avuta, Ludovica.

## Discendenza
Malgrado questa sua condotta poco onorevole, sposò la pia donna Veronica, figlia del milanese marchese Pallavicino Pallavicini, signore di Busseto e Bargone e di Caterina Fieschi dei conti di Lavagna, che però morì nel 1523.
Ebbero due figli:
- Ludovica (1500-1569), contessa di Guastalla[1]
- Francesco (?-1514)[1]

Achille ebbe un figlio naturale, Ercole (?-1558), che seguì la carriera religiosa.

## Ascendenza
|                                                                |                                             |                                             | Genitori                                               |  |  | Nonni |  |  | Bisnonni                                            |  |  | Trisnonni         |  |
|                                                                |                                             |                                             |                                                        |  |  |       |  |  | Guido Torelli, conte di Guastalla e Montechiarugolo |  |  | Marsiglio Torelli |  |
|                                                                |                                             |                                             |                                                        |  |  |       |  |  | Guido Torelli, conte di Guastalla e Montechiarugolo |  |  | Marsiglio Torelli |  |
|                                                                |                                             | Elena d'Arco                                |                                                        |  |  |       |  |  | Guido Torelli, conte di Guastalla e Montechiarugolo |  |  |                   |  |
| Pietro Guido I Torelli, conte di Guastalla                     |                                             |                                             |                                                        |  |  |       |  |  | Guido Torelli, conte di Guastalla e Montechiarugolo |  |  |                   |  |
|                                                                |                                             | Orsina Visconti                             | Antonio Visconti                                       |  |  |       |  |  |                                                     |  |  |                   |  |
|                                                                |                                             | Orsina Visconti                             | Antonio Visconti                                       |  |  |       |  |  |                                                     |  |  |                   |  |
|                                                                |                                             | Orsina Visconti                             | Anastasia Carcano                                      |  |  |       |  |  |                                                     |  |  |                   |  |
| Francesco Maria Torelli, conte di Guastalla                    |                                             | Orsina Visconti                             |                                                        |  |  |       |  |  |                                                     |  |  |                   |  |
|                                                                |                                             | Galeotto I Del Carretto, marchese di Finale | Lazzarino II Del Carretto, marchese di Finale          |  |  |       |  |  |                                                     |  |  |                   |  |
|                                                                |                                             | Galeotto I Del Carretto, marchese di Finale | Lazzarino II Del Carretto, marchese di Finale          |  |  |       |  |  |                                                     |  |  |                   |  |
|                                                                |                                             | Galeotto I Del Carretto, marchese di Finale | Caterina Del Carretto                                  |  |  |       |  |  |                                                     |  |  |                   |  |
| Maddalena Del Carretto                                         |                                             | Galeotto I Del Carretto, marchese di Finale |                                                        |  |  |       |  |  |                                                     |  |  |                   |  |
|                                                                |                                             | Vannina Adorno                              | Raffaele Adorno, doge di Genova                        |  |  |       |  |  |                                                     |  |  |                   |  |
|                                                                |                                             | Vannina Adorno                              | Raffaele Adorno, doge di Genova                        |  |  |       |  |  |                                                     |  |  |                   |  |
|                                                                |                                             | Vannina Adorno                              | Violante Giustiniani Longo                             |  |  |       |  |  |                                                     |  |  |                   |  |
| Achille Torelli, conte di Guastalla                            |                                             | Vannina Adorno                              |                                                        |  |  |       |  |  |                                                     |  |  |                   |  |
|                                                                | Leonetto Sanseverino, II signore di Caiazzo | Bertrando Sanseverino, I signore di Caiazzo |                                                        |  |  |       |  |  |                                                     |  |  |                   |  |
|                                                                | Leonetto Sanseverino, II signore di Caiazzo | Bertrando Sanseverino, I signore di Caiazzo |                                                        |  |  |       |  |  |                                                     |  |  |                   |  |
|                                                                | Leonetto Sanseverino, II signore di Caiazzo | N. Sanseverino                              |                                                        |  |  |       |  |  |                                                     |  |  |                   |  |
| Roberto Sanseverino d'Aragona, marchese di Castelnuovo Scrivia | Leonetto Sanseverino, II signore di Caiazzo |                                             |                                                        |  |  |       |  |  |                                                     |  |  |                   |  |
|                                                                |                                             | Elisa Sforza                                | Giacomo "Muzio" Attendolo "Sforza", conte di Cotignola |  |  |       |  |  |                                                     |  |  |                   |  |
|                                                                |                                             | Elisa Sforza                                | Giacomo "Muzio" Attendolo "Sforza", conte di Cotignola |  |  |       |  |  |                                                     |  |  |                   |  |
|                                                                |                                             | Elisa Sforza                                | Lucia Terzani                                          |  |  |       |  |  |                                                     |  |  |                   |  |
| Ludovica Sanseverino d'Aragona                                 |                                             | Elisa Sforza                                |                                                        |  |  |       |  |  |                                                     |  |  |                   |  |
|                                                                |                                             | Federico III da Montefeltro, duca di Urbino | Guidantonio da Montefeltro, conte di Urbino            |  |  |       |  |  |                                                     |  |  |                   |  |
|                                                                |                                             | Federico III da Montefeltro, duca di Urbino | Guidantonio da Montefeltro, conte di Urbino            |  |  |       |  |  |                                                     |  |  |                   |  |
|                                                                |                                             | Federico III da Montefeltro, duca di Urbino | Elisabetta degli Accomanducci                          |  |  |       |  |  |                                                     |  |  |                   |  |
| Elisabetta da Montefeltro                                      |                                             | Federico III da Montefeltro, duca di Urbino |                                                        |  |  |       |  |  |                                                     |  |  |                   |  |
|                                                                |                                             | …                                           | …                                                      |  |  |       |  |  |                                                     |  |  |                   |  |
|                                                                |                                             | …                                           | …                                                      |  |  |       |  |  |                                                     |  |  |                   |  |
|                                                                |                                             | …                                           | …                                                      |  |  |       |  |  |                                                     |  |  |                   |  |
|                                                                |                                             | …                                           |                                                        |  |  |       |  |  |                                                     |  |  |                   |  |